# Dinocryptops
Dinocryptops (лат.) — род хищных губоногих многоножек семейства Scolopocryptopidae из отряда сколопендровые. Известно 2 вида.

## Распространение
Встречаются, в основном, в тропиках и субтропиках Старого и Нового Света. Америка (Антильские острова и Южная Америка), восточная Азия.

## Описание
На седьмом сегменте, несущем ноги дыхальца развиты. У представителей рода размеры варьируют от 24 до 106 мм. Глаза отсутствуют. Второй максиллярный коготок гребенчатый. Коксоплевра с отростком.
Тело состоит из 23 сегментов с таким же количеством пар ног. Окрашены в желтовато-коричневые цвета. На голове расположены пара антенн, пара челюстей и две пары максилл. Ядовитые железы открываются на концах первой пары ног, преобразованной в ногочелюсти.

## Классификация
Известно 2 вида. Dinocryptops broelemanni (Kraepelin, 1903) обитает во Вьетнаме и Китае, а Dinocryptops miersii (Newport, 1845) встречается на Антильских островах и в Южной Америке.